# Narsingdi Sadar
Narsingdi Sadar (en bengali : নরসিংদি সদর) est une upazila du Bangladesh dans le district de Narsingdi. En 1991, on y dénombrait 251 335 habitants.